# Српски патриотски савез
Српски патриотски савез је бивша политичка странка у Републици Србији. Формално је основана као Покрет уједињених локалних самоуправа у Краљеву 2010. године, а тренутни назив и статут је усвојен 21. јула 2018, када је покрет фузионисан са групом грађана окупљеном око председника општине Нови Београд и бившег ватерполисте, Александра Шапића, те је прерастао у политичку странку. Шапић је на оснивачкој скупштини изабран за председника СПАС-а.
Српски патриотски савез је 29. маја 2021. формално престао да постоји колективним учлањењем његових чланова у Српску напредну странку.

## Позадина

### Покрет уједињених локалних самоуправа
Покрет уједињених локалних самоуправа је представљао локалну групу грађана из Краљева, коју је почетком 2010. године формирало више локалних странака и покрета (попут Покрета за Краљево). Они су прекомпозицијом власти постали део тадашње владајуће већине у општини, а управо су потоњи одборници тог покрета били кључни фактор ове промене.
ПУЛС је касније постао део Патриотског блока, чију окосницу су чинили Демократска странка Србије и Српски покрет Двери. Каснијим разлазом ове коалиције, ПУЛС наставља да дела независно.

### Александар Шапић
Вишегодишњи председник општине Нови Београд и бивши прослављени ватерполиста, Александар Шапић је донео одлуку о самосталном изласку на београдске локалне изборе 2018. године, формирајући листу са сопственом групом грађана. Шапић је најављивао да његова коалиција може да сарађује и са опозицијом и са странкама у власти, сходно томе шта ће бити природа политичких процеса у градској скупштини. Листа је освојила 9,01% гласова, чиме је заузела треће место у укупном збиру, те је остала у опозицији.

### Формирање СПАС-а
У току лета и јесени 2018. године су интензивиране активности које је требало да доведу до укрупњавања опозиционе сцене у Србији. У том смислу, Шапићева група грађана и ПУЛС су 21. јула формално први заокружили поступак формирања странке (Грађански блок 381 је основан 21. августа, а Савез за Србију 2. септембра). Тог дана је Александар Шапић путем друштвених мрежа обавестио јавност о томе да је странка формирана, а потом и додао да „његова странка неће бити ни 'проамеричка, ни проруска, ни профранцуска', већ национално оријентисана”.

## Политичке активности
Иако се СПАС декларише као противник тренутне власти, странка такође одбија било какву врсту сарадње са осталим опозиционим странкама и коалицијама, уз жељу да самостално наступа на свим наредним изборима. Сходно томе, у јесен 2018. године, СПАС није учествовао у формирању радне групе за слободу медија и организацију фер-избора, а у којој је учешће узела велика већина опозиционих странака и покрета. За разлику од преостале две опозиционе одборничке групе у градској скупштини (које чине одборници Савеза за Србију и Грађанског блока 381), СПАС је са странкама владајуће већине гласао за декларацију о осуди председника Удруженог синдиката Слога и члана председништва СЗС-а, Жељка Веселиновића.

Путем свог налога на „Твитеру”, Шапић редовно информише јавност о активностима странке по разним градовима у Србији.
Након састанка Александра Шапића са председником Српске напредне странке Александром Вучићем, договорено је припајање Српског патриотског савеза Српској напредној странци.
Формално спајање Српског патриотског савеза извршено је 29. маја 2021. када је Главни одбор Српске напредне странке донео једногласну одлуку о одобрењу приступања чланова Српског патриотског савеза Српској напредној странци.
На истој седници Александар Шапић, председник Српског патриотског савеза је изабран за потпредседника Главног одбора Српске напредне странке.

## Резултати на изборима

### Парламентарни избори
| Избори | Гласова | %     | Мандата  | +/- | Влада     | Лидер            |
| ------ | ------- | ----- | -------- | --- | --------- | ---------------- |
| 2020   | 123.393 | 3,83% | 11 / 250 | 11  | владајући | Александар Шапић |

## Истакнути чланови
- Светозар Андрић, генерал ВРС
- Радован Тврдишић, правник
- Владан Глишић, правник
- Жељко Томић, културолог